# Tracy Perez
Tracy Maureen Perez, née le 23 mars 1993 à Cebu City, est une reine de beauté philippine élue Miss Monde Philippines 2021. Elle a représenté son pays à Miss Monde 2021.

## Biographie
Tracy Perez est la fille d'une mère célibataire, Chona Perez, elle-même ancienne reine de beauté et candidate à Miss Philippines 1979. Tracy a étudié à l'Université de San Carlos où elle a obtenu un diplôme en génie industriel.
Après sa participation à plusieurs concours de beauté régionaux, Tracy prend part au concours national Miss Monde Philippines 2019 et se classe dans le Top 12. Puis elle participe au concours Miss Univers Philippines 2020, où elle se classe dans le Top 16 et remporte les prix spéciaux de Miss Photogenic et de la Meilleure en maillot de bain (Best in Swimsuit).
En octobre 2021, Tracy tente sa chance pour la seconde fois au concours Miss Monde Philippines, qu'elle remporte, succédant ainsi à Michelle Dee. Peu avant le couronnement, alors que les candidates restant en lice attendaient l'annonce des résultats, elle perd l'équilibre sur ses hauts talons et dévale une volée de marches, heureusement sans gravité. Puis, juste après avoir gagné le titre, elle glisse sur les nombreux confettis lancés sur la scène lors du sacre et tombe à nouveau, perdant sa couronne au passage. Ses deux chutes sont extrêmement relayés par les médias philippins et attirent autant l'attention que sa victoire elle-même. En outre, de nombreux journaux et commentateurs soulignent le fait que Tracy est tombée juste après avoir été couronné Miss Monde Philippines 2021, tandis que trois jours auparavant Rabiya Mateo était tombée durant les tout derniers instants de son règne en tant que Miss Univers Philippines 2020,.
Tracy a participé au concours de beauté international Miss Monde 2021 au Coliseo José Miguel Agrelot, à San Juan, Porto Rico, le 16 mars 2022, elle s’est classée dans le Top 13.